# Провінції Йорданії
Провінція чи мухафа́за (араб. محافظة) — адміністративно-територіальна одиниця Йорданії першого рівня. З 1994 року територія країни поділяється на 12 провінцій, що об'єднані за географічним принципом у три регіони. Провінції, зі свого боку, поділяються на райони (ліви), які є адміністративно-територіальними одиницями другого рівня.

## Основні дані
Зазвичай, провінції мають таку саму назву, як їхні адміністративні центри, проте існують два виключення: центром провінції Ель-Асіма є місто Амман, а провінції Ель-Балка — місто Ес-Салт.
У 1994 році в межах адміністративної реформи Міністерства внутрішніх справ було створено чотири нових провінції: Джераш, Аджлун, Мадаба та Акаба. Провінції Джераш та Аджлун було відокремлено від провінції Ірбід, провінцію Мадаба — від Ель-Асіми, апровінцію Акаба — від провінції Маан.  
Сьогодні всі 12 провінцій Йорданії об'єднані за географічним принципом у три регіони: Північний, Центральний та Південний. Південний регіон відокремлений від Центрального регіону горами Моав, а центри населення Центрального та Північного регіонів розділені горами в провінції Джераш.

## Список провінцій

Мапа провінцій Йорданії

|    | Північний регіон      |            | 28 953 | 1 776 000 | 1 292 400         | 483 600           | 61.3  |       |
| 1  | Ірбід                 | Ірбід      | 1 572  | 1 137 100 | 943 000           | 194 100           | 723.4 | 0.740 |
| 2  | Аджлун                | Аджлун     | 420    | 146 900   | 111 500           | 35 400            | 350.1 | 0.742 |
| 3  | Джераш                | Джераш     | 410    | 191 700   | 120 100           | 71 600            | 467.8 | 0.734 |
| 4  | Ель-Мафрак            | Ель-Мафрак | 26 551 | 300 300   | 117 800           | 182 500           | 11.3  | 0.717 |
|    | Центральний регіон    |            | 14 400 | 4 012 900 | 3 646 700         | 366 200           | 278.7 |       |
| 5  | Ель-Балка             | Ес-Салт    | 1 120  | 428 000   | 307 400           | 120 600           | 382.0 | 0.739 |
| 6  | Ель-Асіма             | Амман      | 7 579  | 2 473 400 | 2 325 500         | 147 900           | 326.3 | 0.752 |
| 7  | Ез-Зарка              | Ез-Зарка   | 4 761  | 951 800   | 899 800           | 52 000            | 199.9 | 0.731 |
| 8  | Мадаба                | Мадаба     | 940    | 159 700   | 114 000           | 45 700            | 170.0 | 0.735 |
|    | Південний регіон      |            | 45 441 | 599 100   | 337 300           | 261 800           | 13.2  |       |
| 9  | Ель-Карак             | Ель-Карак  | 3 495  | 249 100   | 87 200            | 161 900           | 71.3  | 0.739 |
| 10 | Ет-Тафіла             | Ет-Тафіла  | 2 209  | 89 400    | 63 800            | 25 600            | 40.5  | 0.731 |
| 11 | Маан                  | Маан       | 32 832 | 121 400   | 66 600            | 54 800            | 3.7   | 0.698 |
| 12 | Акаба                 | Акаба      | 6 905  | 139 200   | 119 700           | 19 500            | 20.2  | 0.739 |
|    | Усі провінції загалом | Амман      | 88 794 | 6 388 000 | 5 276 400 (82.6%) | 1 111 600 (17.4%) | 71.9  | 0.741 |